# Faunula leucoglene
Faunula leucoglene är en fjärilsart som beskrevs av Felder 1867. Faunula leucoglene ingår i släktet Faunula och familjen praktfjärilar. Inga underarter finns listade i Catalogue of Life.